# گنجشک
گُنْجـِشْکْ به پرندگان خانوادهٔ گنجشکان گفته می‌شود، که خود در راستهٔ گنجشک‌سانان می‌گنجند. گنجشک خانگی معروف‌ترین گونهٔ گنجشک است که در تعداد بسیار زیاد در همۀ قاره‌های جهان و بیشتر در مناطق شهری زندگی می‌کند. گنجشک پرنده‌ای است کوچک با نوک کلفت و مخروطی و پاهای نسبتاً کوتاه که اغلب پر و بال رنگارنگ ندارد. گنجشک‌ها بیشتر به‌صورت اجتماعی به سر می‌برند و به‌طور گروهی زادوولد می‌کنند. در بیشتر گونه‌ها دودیسی جنسی (تفاوت نر و ماده) دیده می‌شود. در سوراخ‌های درختان، شکاف دیوار و صخره‌ها لانه می‌سازند. بیشتر از دانه‌ها و مواد گیاهی و گاه جانوری تغذیه می‌کنند. معمولاً گنجشک‌هایی که در شهرها زندگی می‌کنند از نوع گنجشک خانگی و گنجشک درختی هستند.

## گونه‌ها
فهرست زیر شامل گونه‌های گنجشک به تفکیک سرده است:
- سردۀ چشم‌سفید دارچینی (Hypocryptadius)
  - چشم‌سفید دارچینی
- سردۀ گنجشک‌های راستین (true sparrows)
  - گنجشک تاغی، Passer ammodendri
  - گنجشک خانگی، Passer domesticus
  - گنجشک ایتالیایی، Passer italiae
  - گنجشک سینه‌سیاه، Passer hispaniolensis
  - گنجشک بلوچی، Passer pyrrhonotus
  - گنجشک سومالی، Passer castanopterus
  - گنجشک حنایی، Passer rutilans
  - گنجشک پشت‌ساده، Passer flaveolus
  - گنجشک رودخانه‌ای، Passer moabiticus
  - گنجشک ایاگو، Passer iagoensis
  - گنجشک بزرگ، Passer motitensis
  - گنجشک کنیا، Passer rufocinctus
  - گنجشک کردفان، Passer cordofanicus
  - گنجشک شلی، Passer shelleyi
  - گنجشک سقطرا، Passer insularis
  - گنجشک عبد الکوری، Passer hemileucus
  - گنجشک دماغه، Passer melanurus
  - گنجشک سرخاکستری شمالی، Passer griseus
  - گنجشک سوینسون، Passer swainsonii
  - گنجشک نوک‌طوطی، Passer gongonensis
  - گنجشک سواحلی، Passer suahelicus
  - گنجشک سرخاکستری جنوبی، Passer diffusus
  - گنجشک بیابانی، Passer simplex
  - گنجشک درختی، Passer montanus
  - گنجشک طلایی سودان، Passer luteus
  - گنجشک طلایی عربی، Passer euchlorus
  - گنجشک بلوطی، Passer eminibey
- سردۀ گنجشک‌های صخره (petronias or rock sparrows)
  - گنجشک صخره‌ای خال‌زرد، Petronia pyrgita
  - گنجشک گلوزرد، Petronia xanthocollis
  - گنجشک صخره‌ای گلوزرد، Petronia superciliaris
  - گنجشک صخره‌ای درختی، Petronia dentata
  - گنجشک کوهی، Petronia petronia
- سردۀ گنجشک خاکی (Carpospiza)
  - گنجشک خاکی، Carpospiza brachydactyla
- سردۀ گنجشک برفی (snowfinches)
  - گنجشک برفی بال‌سفید، Montifringilla nivalis
  - گنجشک برفی تبتی، Montifringilla adamsi
  - گنجشک برفی دمگاه‌سفید، Montifringilla taczanowskii
  - گنجشک برفی پدر داوید، Montifringilla davidiana
  - گنجشک برفی گردن‌حنایی، Montifringilla ruficollis
  - گنجشک برفی بلنفورد، Montifringilla blanfordi
  - گنجشک برفی افغانستانی، Montifringilla theresae

## زیستگاه
زیستگاه مناطق مسکونی، کشاورزی، و به ندرت دور از محل آدمی زندگی می‌کند. در سوراخ‌ها و پرچین‌ها، روی شاخه‌های درخت و در مناطق مختلف لانه می‌سازد. گنجشک امروزه تقریباً در همه جای جهان یافت می‌شود. بیشتر گنجشک‌ها آوازی دلفریب و موزیکال دارند. اغلب گنجشک‌ها لانه خود را در بوته‌زارها و علفزارها می‌سازند، اما نوعی گنجشک لانه‌اش را در جاهای بلندتری نسبت به گنجشکان دیگر می‌سازد. گاهی لانه را بر فراز درختان همیشه‌سبز تا ۸ متر ارتفاع می‌سازد. لانه آنها از خار و خاشاک و الیاف گیاهی، و گاهی از شاخه‌های کوچک درختان است. همچنین می‌توان گنجشک‌هارا در باغ‌های کشاورزی یافت.

## موسم تخم‌گذاری
موسم تخم‌گذاری و جفت‌گیری گنجشک‌ها معمولاً از نیمه فصل بهار آغاز می‌شود و تا اواخر بهار ادامه دارد. ماده از ۴ تا ۶ تخم سفیدرنگ با نشانه‌های قهوه‌ای می‌گذارد. گنجشک‌هایی که در ناحیه‌های معتدل به سر می‌برند، گاه با فرارسیدن پاییز و زمستان به سوی ناحیه‌های گرمسیر مهاجرت می‌کنند.

## نگارخانه

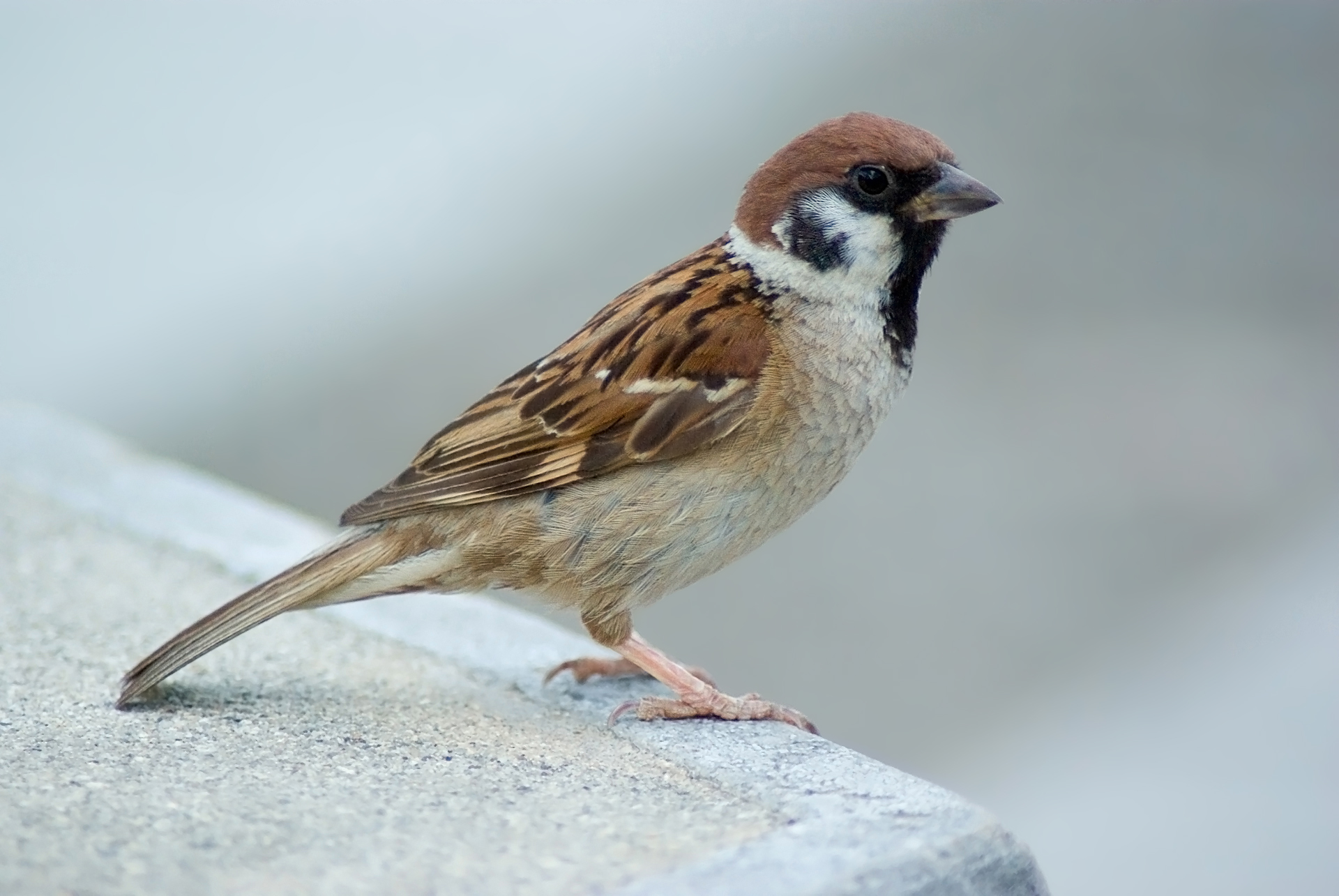
گنجشک نر
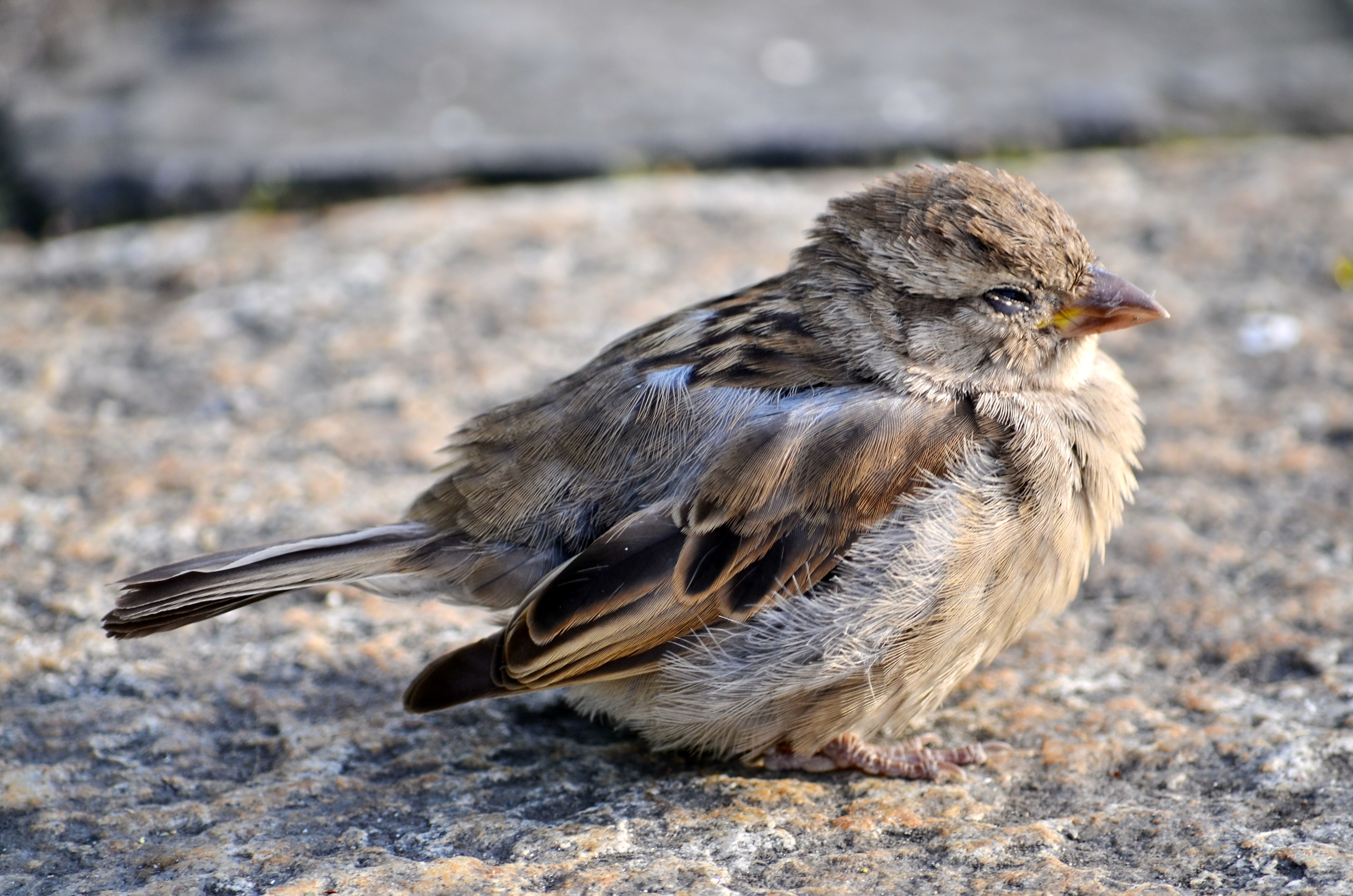
یک گنجشک خانگی که خوابیده‌است
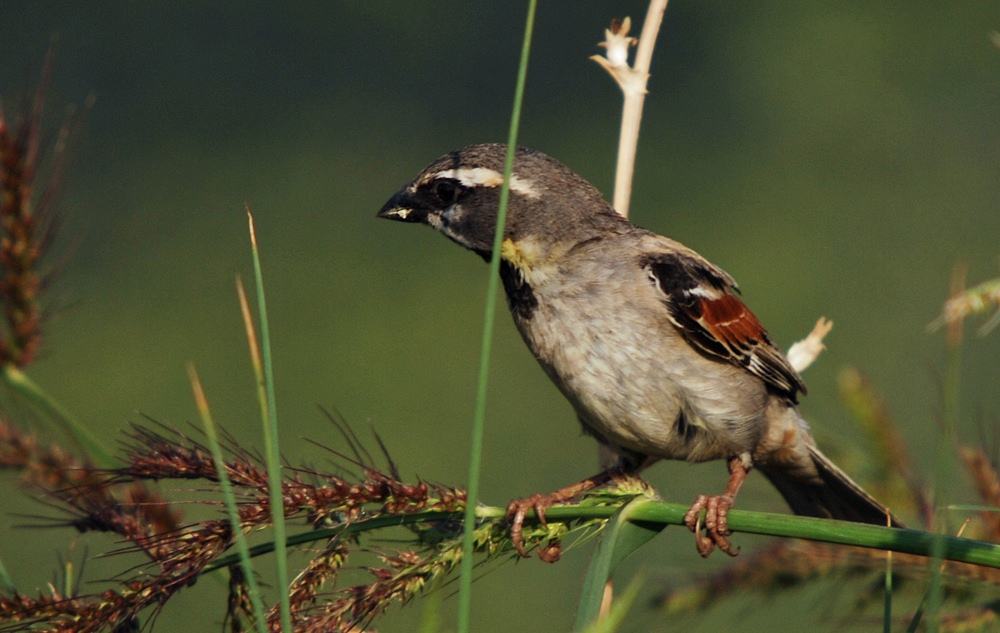
گنجشک رودخانه‌ای نر
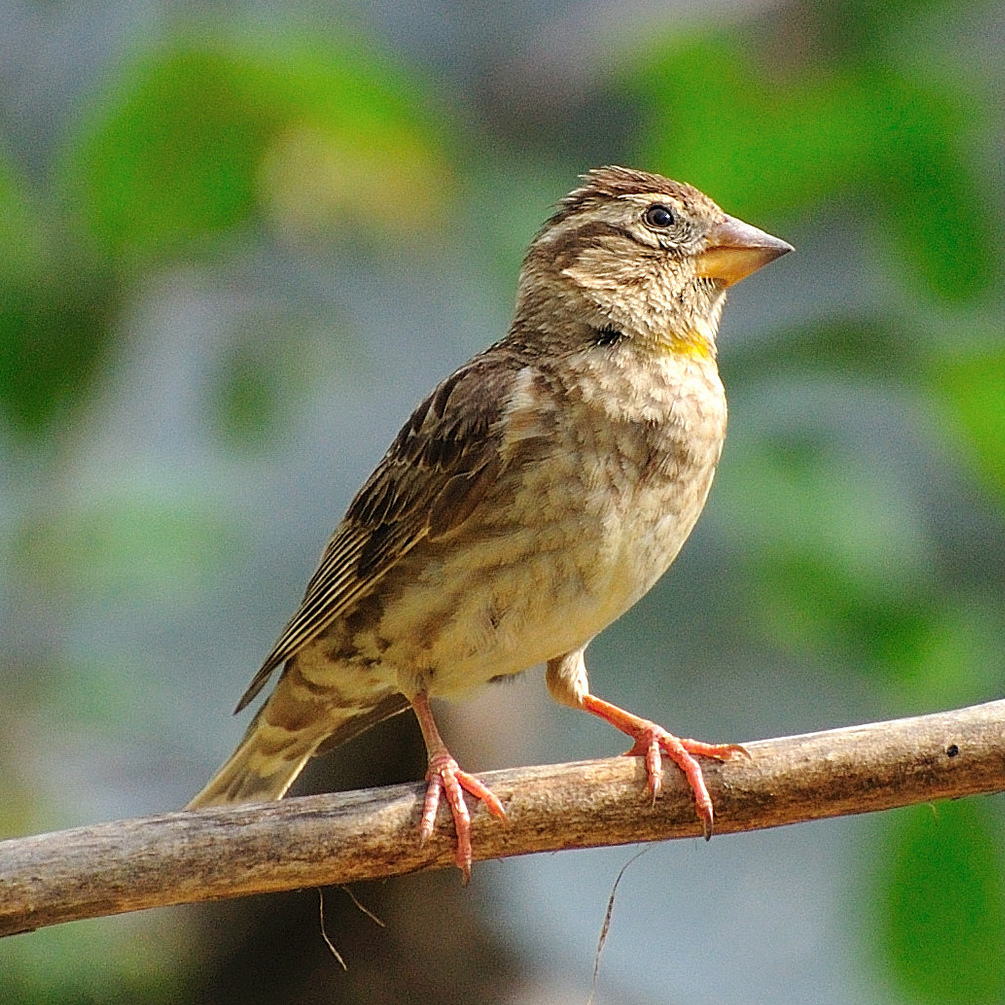
گنجشک کوهی
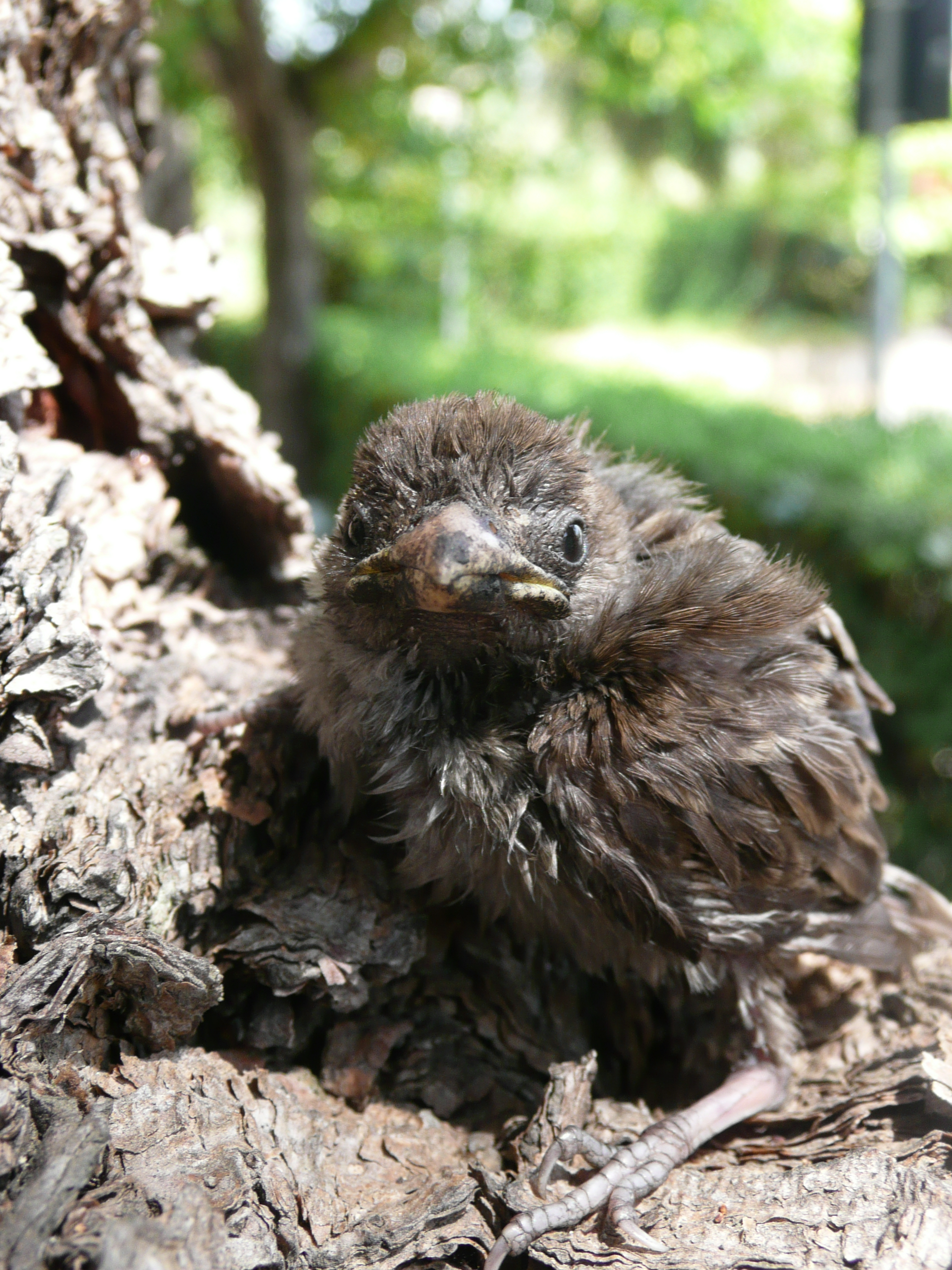
جوجه گنجشک
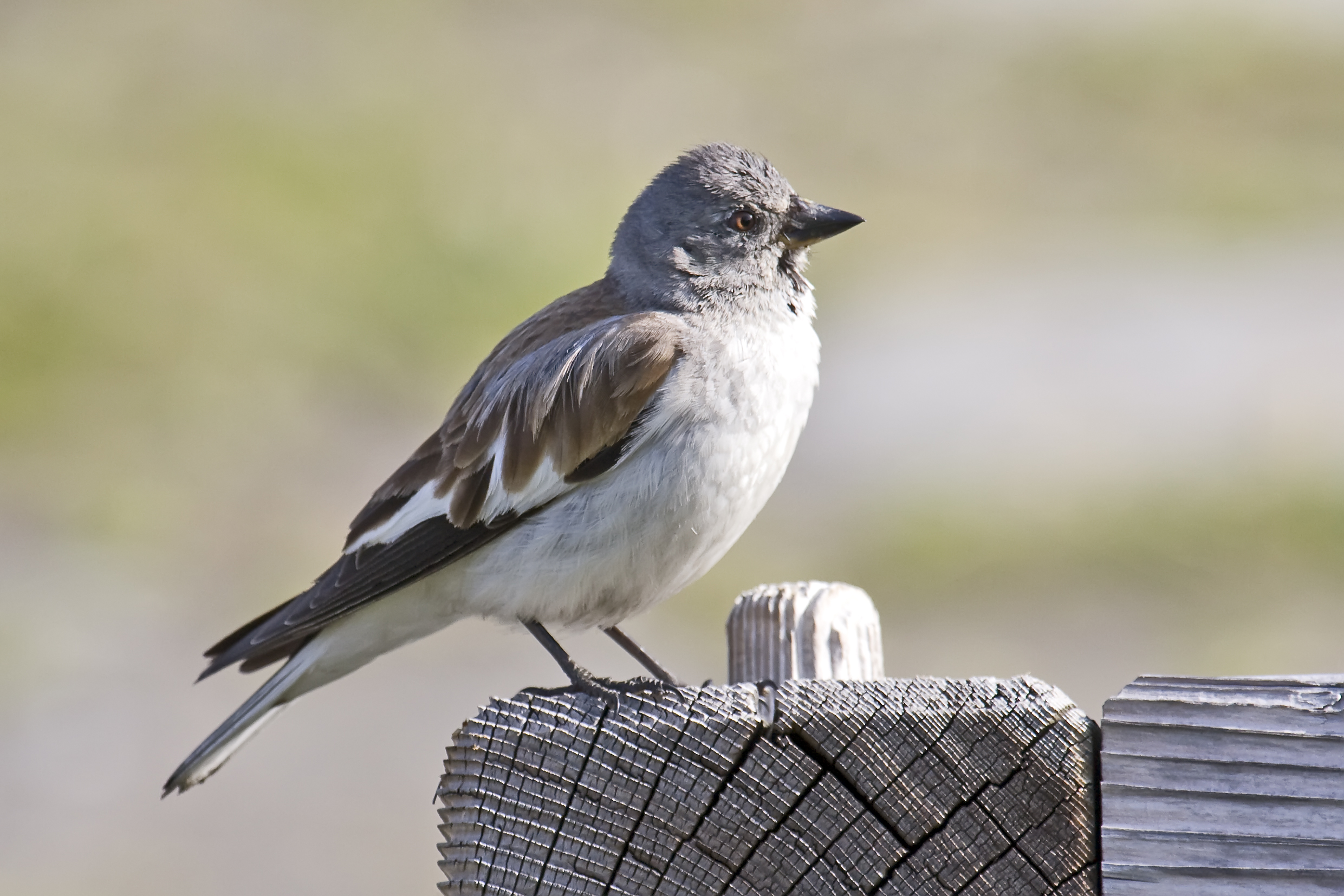
گنجشک برفی بال‌سفید
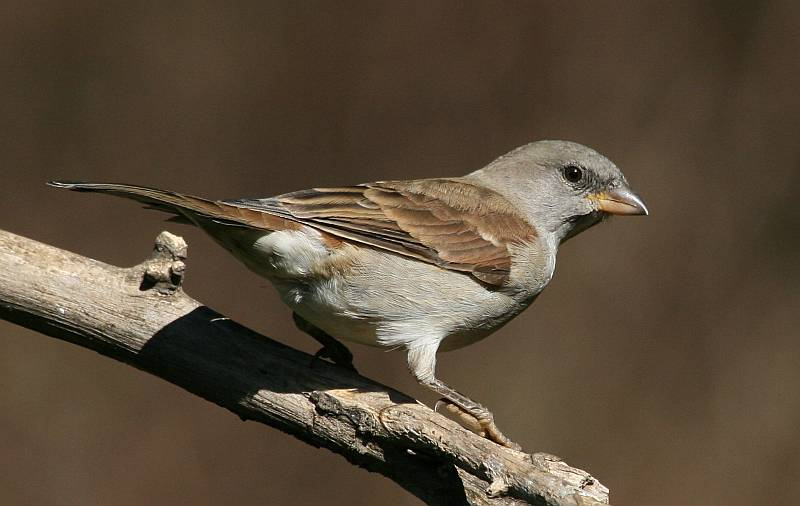
گنجشک سرخاکستری جنوبی
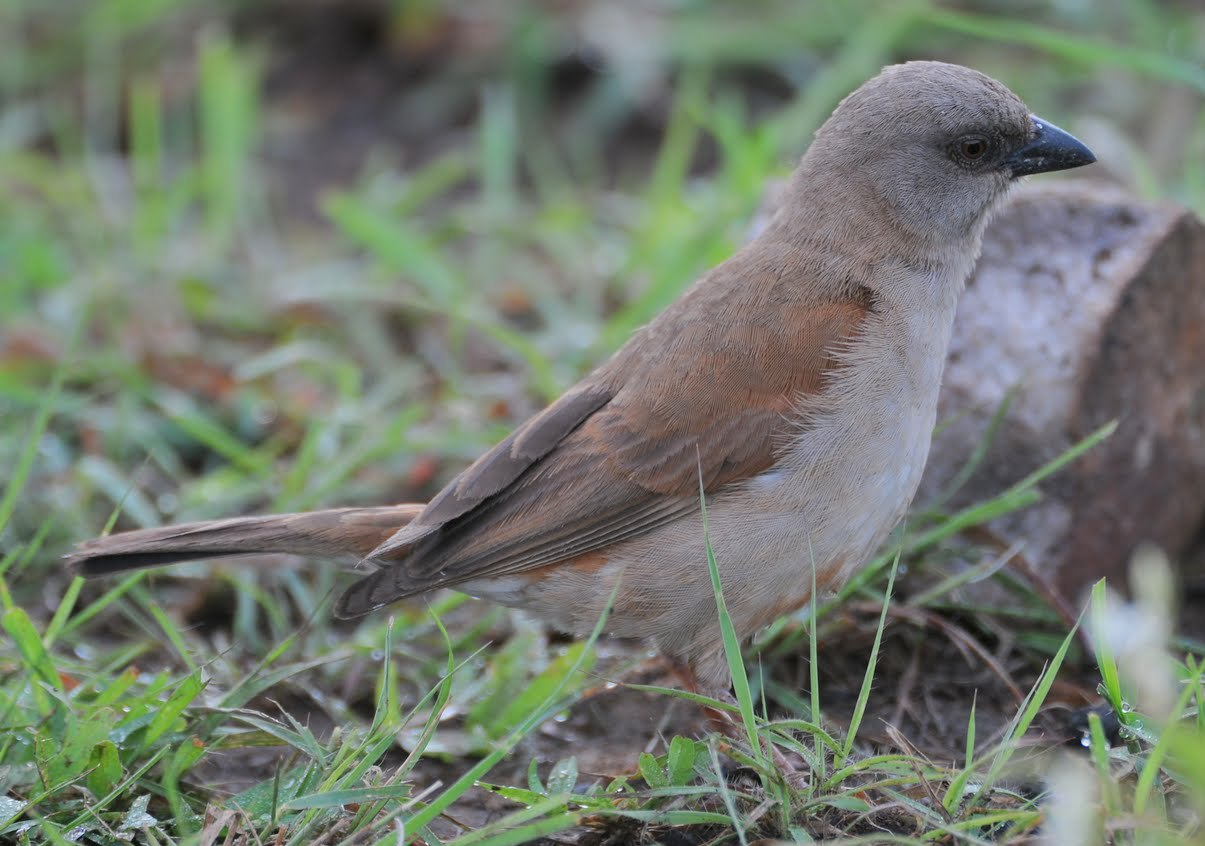
گنجشک سرخاکستری شمالی
- گنجشک سینه‌سیاه نرگنجشک سینه‌سیاه نر
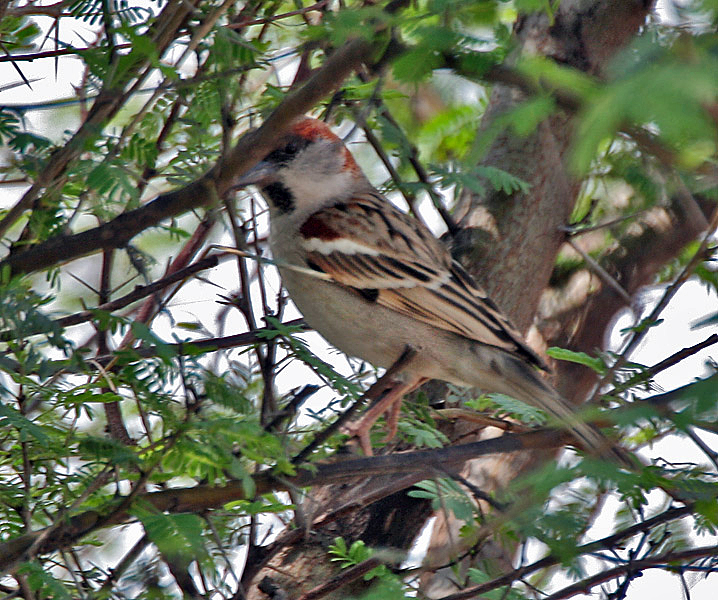
گنجشک بلوچی یا گنجشک سند
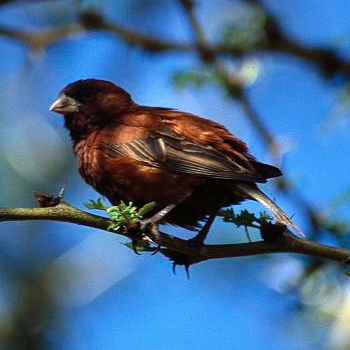
گنجشک بلوطی
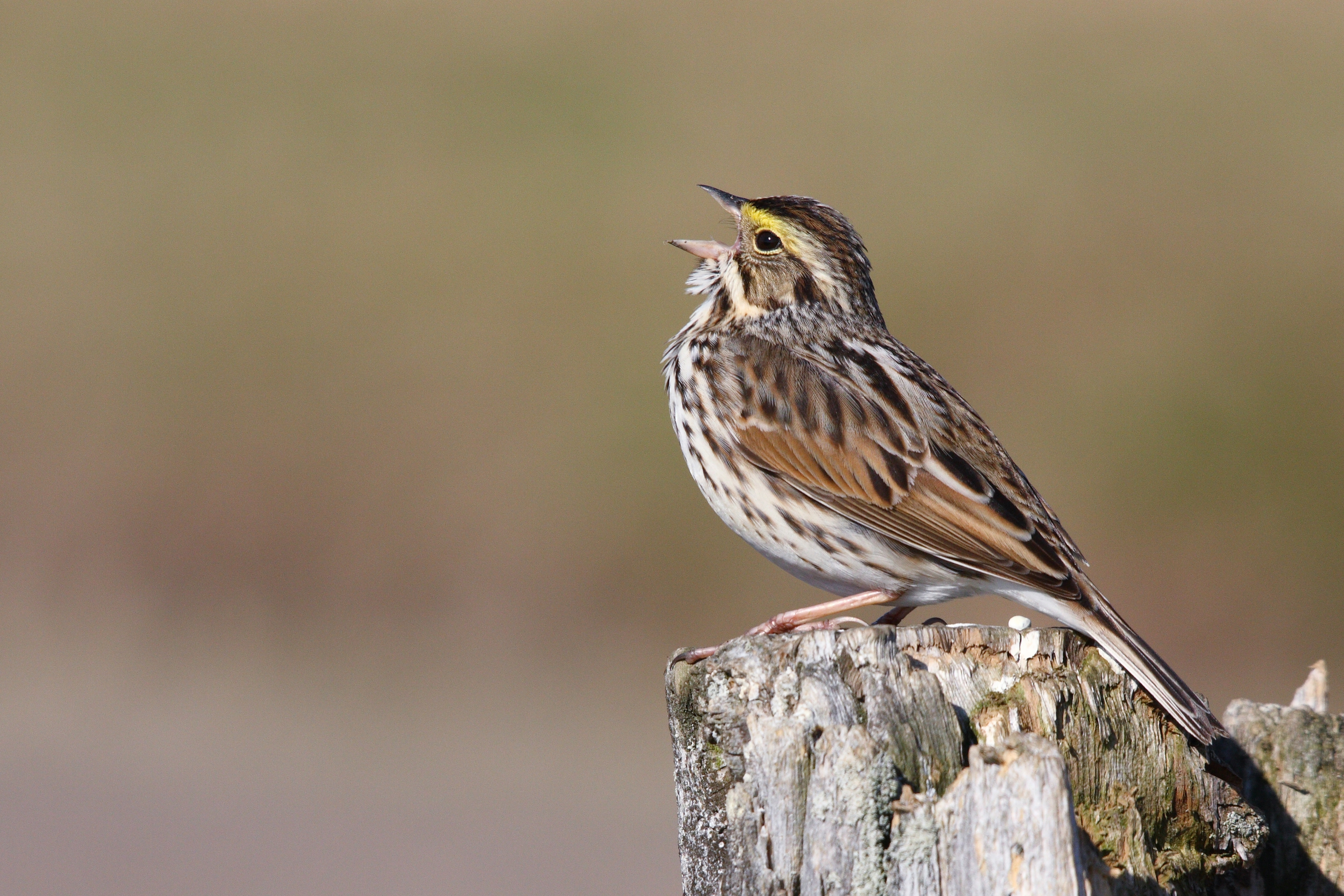
گنجشک ساوانا
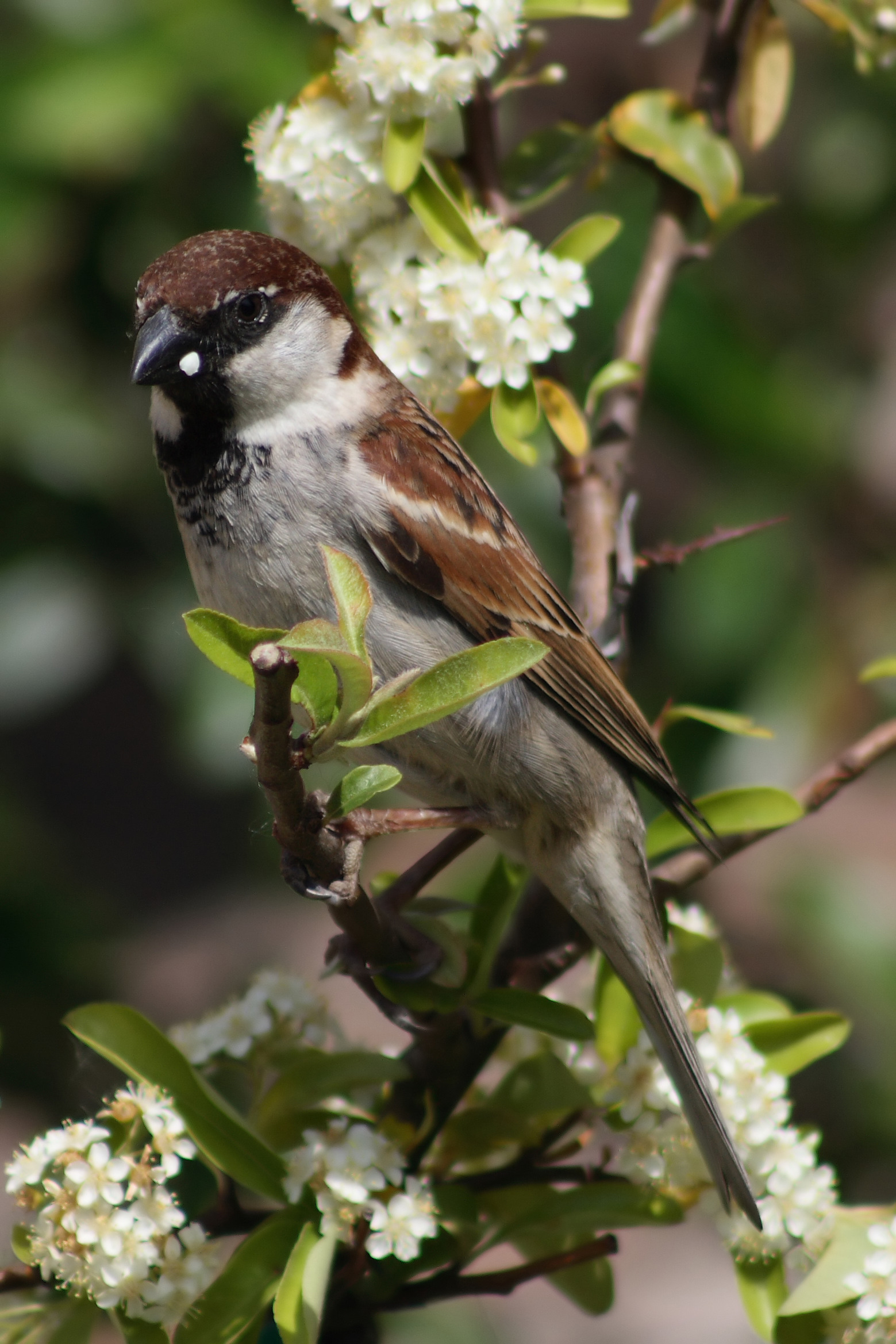
گنجشک ایتالیایی
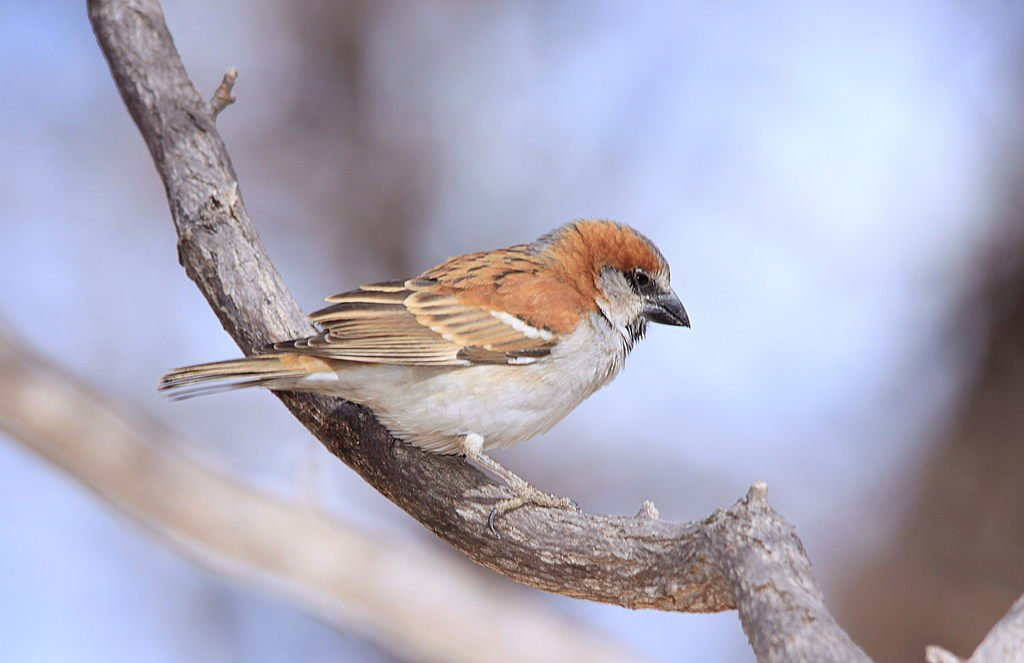
گنجشک بزرگ
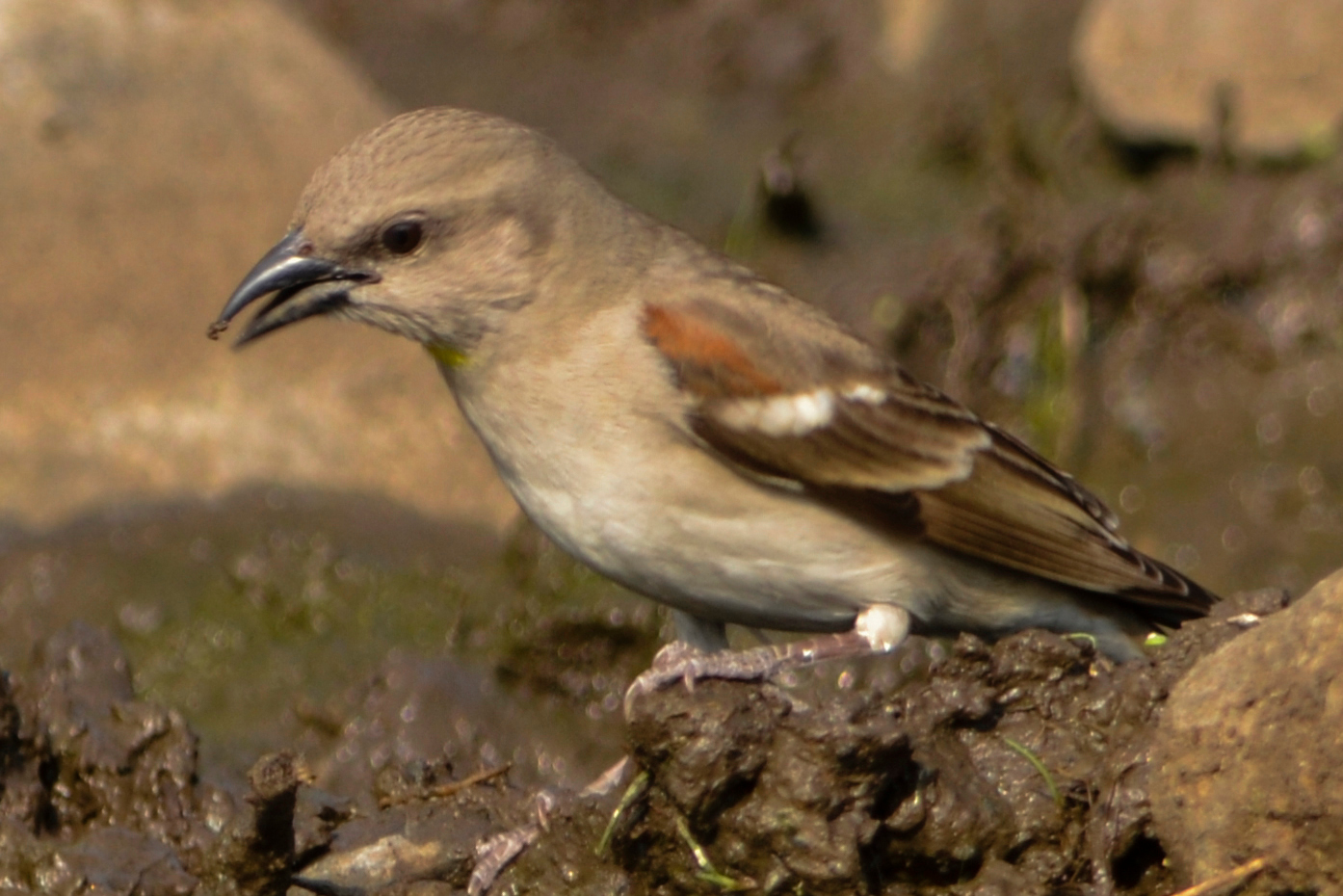
گنجشک گلوزرد
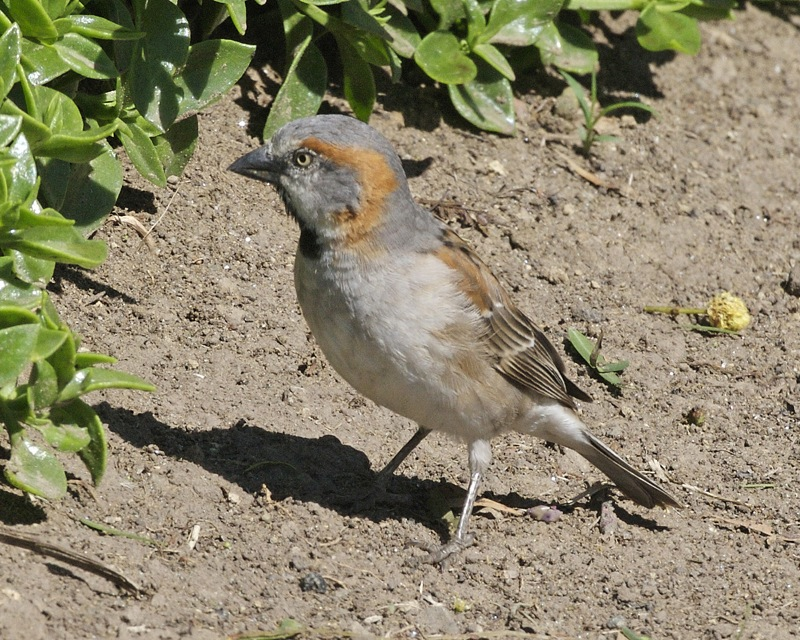
گنجشک کنیا
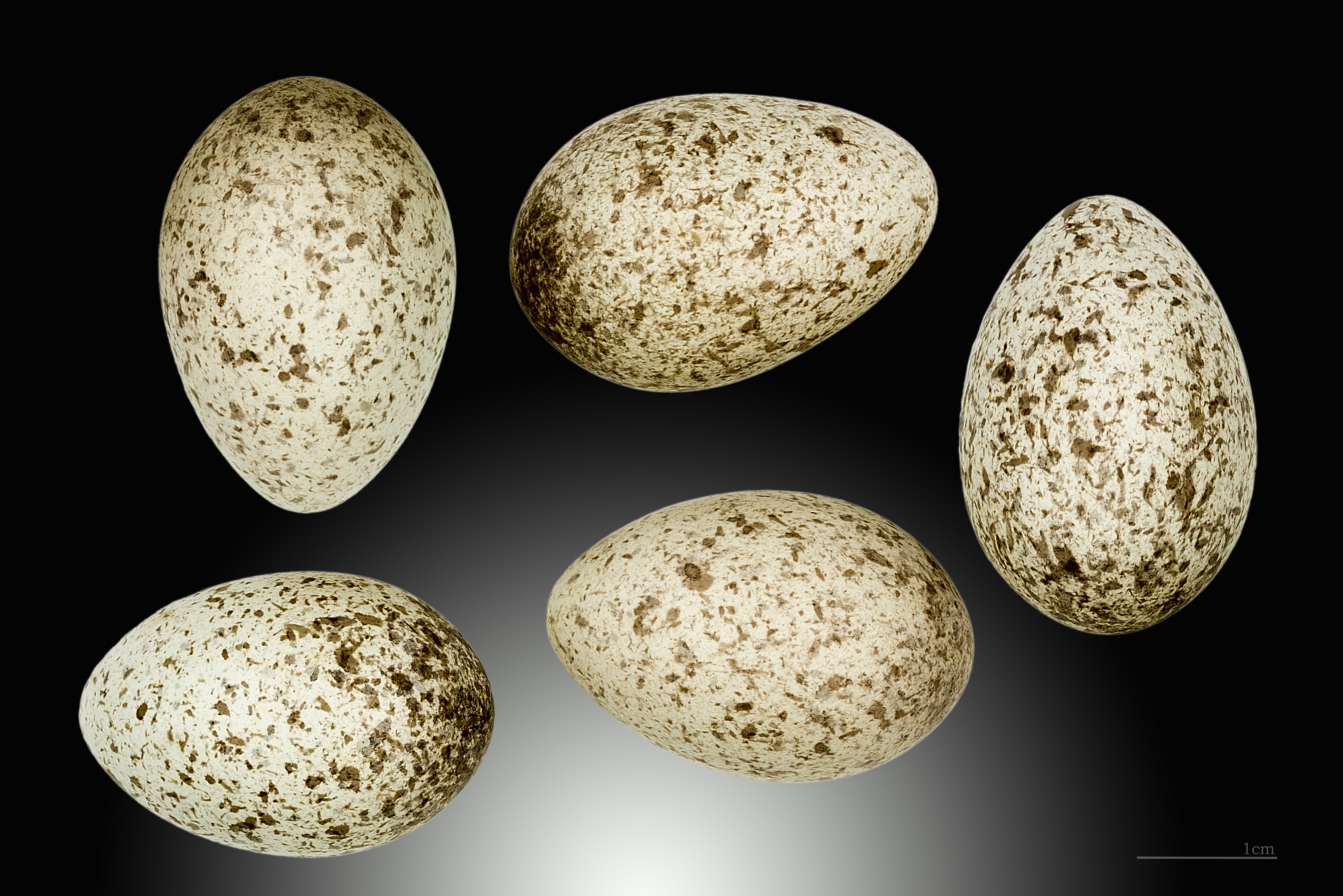
تخم گنجشک خانگی
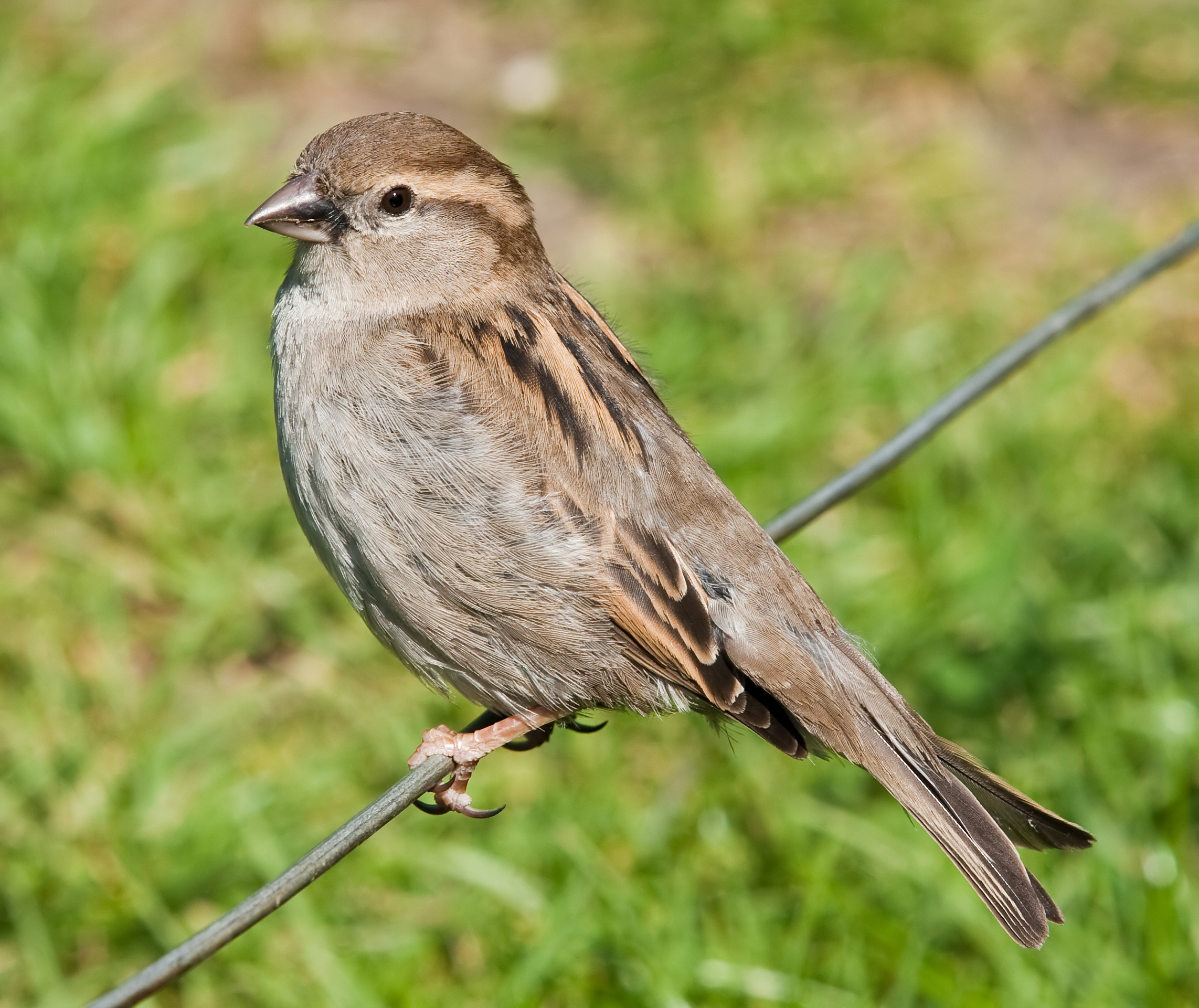
گنجشک خانگی ماده